# Komarovia
Komarovia es un género perteneciente a la familia Apiaceae.

## Otro uso
El nombre de este género ha sido tomado para una revista en inglés publicada en Rusia cuyo objetivo es trasladar al público los resultados de la investigación botánica en los países de la antigua Unión Soviética.

## Taxonomía
El género fue descrito por Yevgeni Korovin y publicado en Commem. Vol. 70th Ann. V. L. Komarov 427. 1939. La especie tipo es: Komarovia anisosperma Korovin	

## Especies
A continuación se brinda un listado de las especies del género Komarovia descritas hasta julio de 2013, ordenadas alfabéticamente. Para cada una se indica el nombre binomial seguido del autor, abreviado según las convenciones y usos.
- Komarovia anisoptera Korovin
- Komarovia anisosperma Korovin